# Victor Shoup
Victor Shoup est un mathématicien et cryptologue américain, spécialiste de théorie algorithmique des nombres. Il est actuellement professeur au Courant Institute of Mathematical Sciences de l'Université de New York.

## Biographie
Après des études à l'Université du Wisconsin à Eau Claire (BS de mathématiques en 1983, MS d'informatique en 1985), il défend en 1989 sa thèse de doctorat en informatique à l'Université du Wisconsin à Madison avec pour titre « Retirer l'aléatoire de la théorie algorithmique des nombres » dirigée par Eric Bach. 
Après son doctorat, Il a travaillé pour AT&T Bell Labs (1989-1990), l'Université de Toronto (1990-1993), l'Université de la Sarre (1993-1995), Bellcore (aujourd'hui Telcordia, 1995-1997), et IBM Zürich (1997-2002). En 2002 il rejoint l'Université de New York en tant que associate professor, puis est nommé professeur en 2007 au sein du Courant Institute of Mathematical Sciences.
Depuis 2012 il est également rattaché au groupe de cryptographie du laboratoire de recherche Watson d'IBM.

## Travaux
Shoup est surtout connu pour avoir introduit en cryptologie le modèle du groupe générique, qui permet de prouver la sécurité dans ce modèle des cryptosystèmes reposant notamment sur le problème du logarithme discret, ou l'optimalité d'algorithmes tels que le rho de Pollard.
Avec Ronald Cramer, il publie en 1998 le premier chiffrement à clé publique efficace prouvé sûr (IND-CCA2) dans le modèle standard sous la seule hypothèse de la difficulté du logarithme discret, le cryptosystème de Cramer-Shoup. 
Avec Rosario Gennaro, il propose en 1998 les deux premiers cryptosystèmes à seuil efficaces et prouvés sûrs (IND-CCA) dans le modèle de l'oracle aléatoire,.
Il est à l'origine de la bibliothèque logicielle open-source (GNU GPL) NTL, qui propose des algorithmes spécialisés de théorie des nombres. Très utilisée dans la communauté cryptographique, cette bibliothèque a été récompensée en 2017 du prix Richard D. Jenks (voir plus bas). Enfin, Shoup est l'auteur de deux ouvrages d'introduction, respectivement à la théorie algorithmique des nombres et à la cryptographie (avec Dan Boneh), tous deux disponibles gratuitement et en ligne (voir Bibliographie).

## Récompenses
- Il est nommé en 2016 IACR Fellow par l'association internationale pour la recherche en cryptologie, « pour ses contributions fondamentales à la cryptographie à clé publique et aux preuves de sécurité, et sa guidance pédagogique[Note 2],[7] ».
- Il reçoit en 2015 le prix Richard D. Jenks, « pour NTL : une bibliothèque logicielle pour la théorie des nombres[Note 3],[8] ».